# Acontias gariepensis
Acontias gariepensis — вид сцинкоподібних ящірок родини сцинкових (Scincidae). Мешкає в Намібії і Південно-Африканській Республіці.

## Поширення і екологія
Acontias gariepensis мешкають на південному сході Намібії, на півночі Північнокарпської провінції в ПАР та на південному заході Ботсвани. Вони живуть в пустелі Калахарі, серед піщаних дюн, місцями порослих рослинність, зокрема в національному парку Калахарі-Гемсбок. Зустрічаються на висоті від 800 до 1000 м над рівнем моря.